# Скорпион (созвездие)
Скорпио́н (лат. Scorpius) — южное зодиакальное созвездие, расположенное между Стрельцом на востоке и Весами на западе целиком в Млечном Пути, граничит со Змееносцем на севере и Жертвенником на юге.
Солнце входит в созвездие Скорпиона 23 ноября, но уже 29 ноября покидает его (это созвездие Солнце проходит за самое короткое время), чтобы на 20 дней перейти в незодиакальное созвездие Змееносца. Множество ярких звёзд обрисовывает голову, тело и хвост «скорпиона». Наиболее яркие звёзды: Антарес — 0,8m, Шаула — 1,6m и Саргас — 1,9m.
Наилучшие условия для наблюдений в мае—июне. Созвездие видно полностью в южных и частично в центральных районах России. Первые яркие звёзды этого созвездия номинально начинают появляться над горизонтом ещё за полярным кругом: β Скорпиона уже на широте 70°11’41", а δ Скорпиона — на широте 67°22’42". Антарес начинает восходить на широте 63°34'. Но даже на широте Санкт-Петербурга, не говоря уже о более северных широтах, увидеть перечисленные выше звёзды весьма проблематично, так как во-первых они там довольно низко поднимаются над горизонтом, а во-вторых время наилучшей ночной видимости созвездия приходится там на период белых ночей. Но β и δ Скорпиона удовлетворительно видны даже в средней полосе России, а Антарес — уже на юге Центральной России и на Южном Урале. А вот видимость звезды ε Скорпиона начинается лишь на широте 55°42’24" (примерно на широте Москвы); звезды λ Скорпиона — на широте 52°54' (примерно на широте Орла), а звезды κ Скорпиона — на широте 50°58’12" (примерно на полградуса южнее широты Саратова), и эти звёзды в России удовлетворительно видны только в южных районах. Ну а что касается звезды θ Скорпиона, то она в России вообще видна лишь в южных районах, так как её видимость начинается лишь на широте 47° (примерно на 15' южнее широты Ростова-на-Дону и на полградуса севернее широты Астрахани). В Адлере эта звезда восходит всего на 3,5°, а на юге Дагестана — на 5,5°.

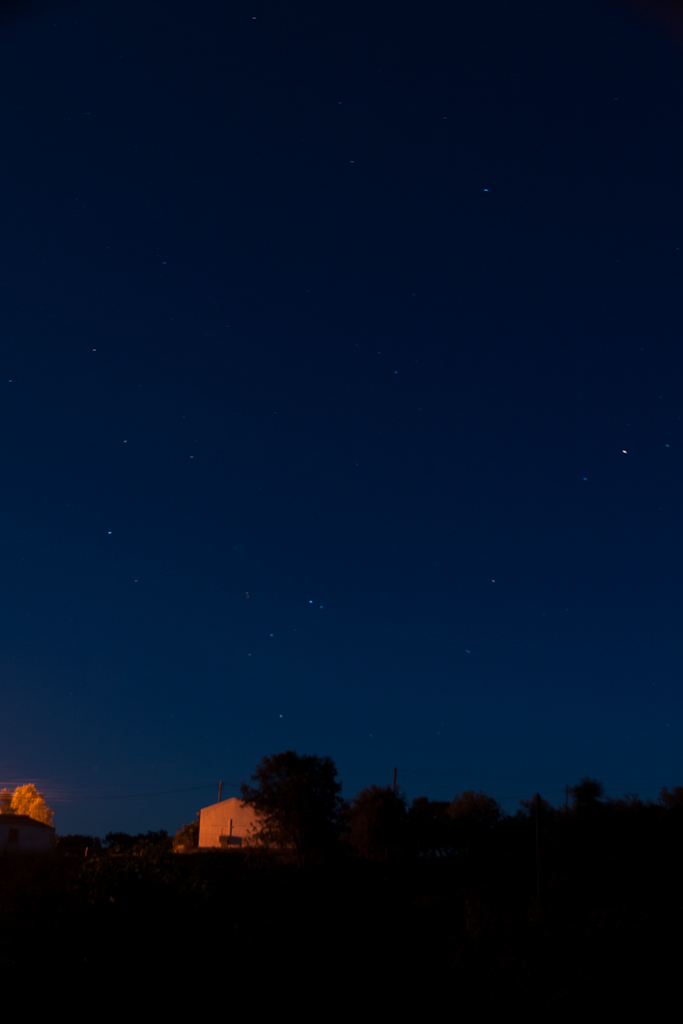
Скорпион с Антаресом в звёздном небе Португалии

Символ созвездия —  (Юникод ♏).

## История
Древнее созвездие. Включено в каталог звёздного неба Клавдия Птолемея «Альмагест».
Согласно Арату, Орион повздорил с Артемидой; разгневанная, она послала скорпиона, который убил юношу. Арат добавляет астрономическую часть к этому мифу: «Когда Скорпион поднимается на востоке, Орион спешит скрыться на западе». Существует множество вариантов этого греческого мифа.

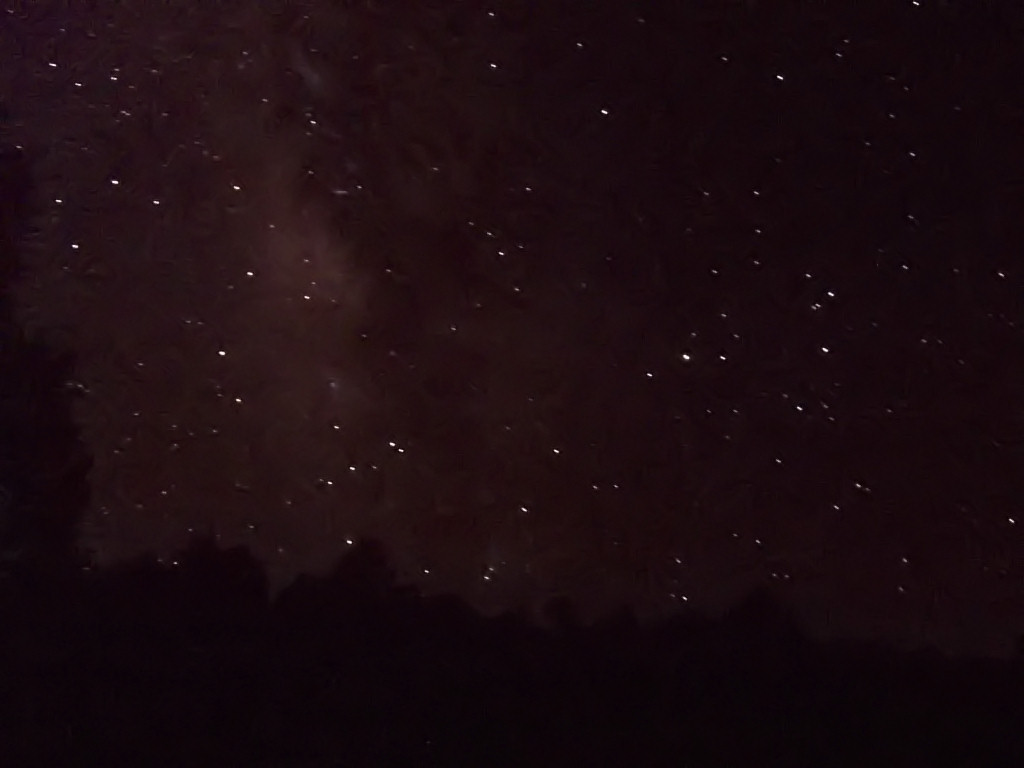
Стрелец и Скорпион в звёздном небе Мексики

## Антарес
Ярчайшая звезда Антарес (α Скорпиона), что по-гречески означает «соперник Ареса (Марса)», расположена в «сердце скорпиона». Это красный сверхгигант с незначительной переменностью блеска (от 0,86 до 1,06 звёздной величины); по яркости и цвету эта звезда действительно очень похожа на Марс. Её диаметр примерно в 700 раз больше, чем у Солнца, а светимость больше солнечной в 9000 раз. Антарес — прекрасная визуальная двойная: её более яркий компонент кроваво-красный, а его менее яркий сосед голубовато-белый, но по контрасту с компаньоном он выглядит зелёным.

## Астеризмы
Характерной формы цепочку звёзд созвездия часто выделяют как астеризм Хвост (Жало) скорпиона. В него включают разное число звёзд, но обычно его считают начинающимся от Антареса. В таком случае астеризм состоит из звёзд α (Антарес), τ, ε, μ, ζ, η, θ, ι, κ, λ и υ Скорпиона. Иногда в него добавляются звёзды δ и σ. В арабской традиции астеризм усекается до четырёх звёзд (ι, κ, λ и υ Скорпиона) и носит название Гиртаб (так же называется звезда κ Скорпиона, центральная в астеризме).
Яркие звезды созвездия образуют узор, похожий на рыболовный крючок. Отсюда альтернативное современное название — Рыболовный крючок. Большинство звёзд являются крупными членами ближайшей OB-ассоциации Скорпиона — Центавра.
Пара близких звёзд λ и υ на самом конце Хвоста Скорпиона составляют астеризм Кошачьи Глаза.

## Другие объекты
Звезду Акраб (β Скорпиона) греки называли Рафиас, что значит «краб»; это яркая двойная (2,6 и 4,9 звёздной величины), которую можно увидеть в 50-мм. телескопе. На кончике «хвоста скорпиона» находится Шаула (λ Скорпиона), в переводе с арабского — жало. В этом созвездии обнаружен самый мощный дискретный рентгеновский источник на небе Скорпион X-1, отождествлённый с горячей голубой переменной звездой; астрономы считают, что это тесная двойная система, где в паре с нормальной находится нейтронная звезда.
Ещё интересна звезда Ню Скорпиона — эта система состоит как минимум из 7 компонентов. В созвездии астрономы недавно обнаружили кандидата на чёрную дыру — GRO J1655-40. В Скорпионе видны рассеянные скопления М 6, М 7 и NGC 6231, а также шаровые скопления М 4 и М 80. Предполагается, что звезда 1RXS J160929.1-210524 имеет необычную планетную систему, не вписывающуюся в общепринятую модель формирования планет.
Звезда Дельта Скорпиона (δ Sco), будучи стабильной звездой величиной 2,29m, вспыхнула в июле 2000 года до 1,9m в течение нескольких недель. С тех пор она стала переменной звездой, колеблющейся между 2,0m и 1,6m. Это означает, что по яркости это вторая яркая звезда в созвездии Скорпиона.

## В других культурах

### Ацтеки
- Созвездие Скорпиона в астрономии ацтеков называли тем же именем «скорпион» (Колотль)[5]

### Индонезия
Яванцы называли созвездие Баньякангрем («задумчивый лебедь») или Калапа Дойонг («склонившаяся кокосовая пальма»).